# Ácido wuhanico
El ácido wuhánico (ácido (7R, 15Z, 18R, 21Z)-7,18-dihidroxitetracosa-15,21-dienoico) es un ácido graso dihidroxi de 24 carbonos con la fórmula química C
24H
44O
4 y peso molecular 396,6 g/mol.
El ácido wuhanico se identificó, junto con el ácido nebraskánico, como un ácido graso principal del aceite de semilla de berro violeta chino (Orychophragmus violaceus LOESchulz). El ácido wuhanico recibió su nombre en honor a la ubicación de su codescubridor Chunyu Zhang, profesor del Laboratorio Nacional Clave de Mejoramiento Genético de Cultivos y de la Facultad de Ciencia y Tecnología Vegetal de la Universidad Agrícola de Huazhong en Wuhan, Hubei, China.

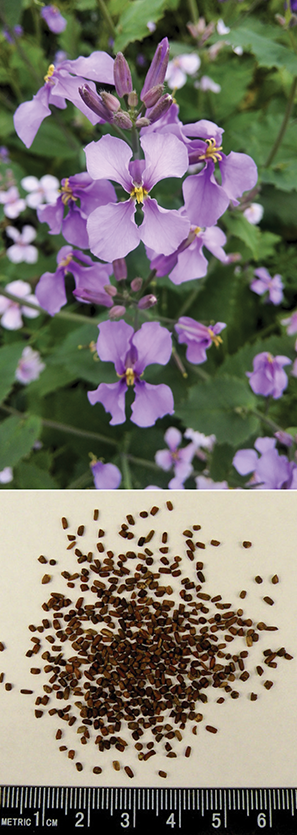
Flores y semillas de berro violeta chino, fuente de aceite rico en ácido wuhánico.

## Biosíntesis
Se cree que el ácido wuhanico surge en parte de una vía de "elongación discontinua", como la descrita para la biosíntesis del ácido nebraskanico. En la vía biosintética propuesta, el ácido oleico unido a la fosfatidilcolina se convierte en ácido ricinoleico por una 12-hidroxilasa, una variante funcional de la desaturasa del ácido oleico FAD2 Δ12. Posteriormente, el ricinoleico se libera al grupo de acil-CoA, donde se alarga hasta convertirse en un intermedio C20. En el segundo paso de la elongación del ácido graso, el intermedio C20 3-OH se elonga a un acil graso-CoA C22 5-OH mediante una variante de la FAE1 β-cetoacil-CoA sintetasa. Este alargamiento del intermedio 3-OH antes de la finalización de un ciclo completo de alargamiento de ácido graso se denominó alargamiento discontinuo. Este ácido graso experimenta un ciclo de elongación completo posterior para formar el ácido graso C24 7,18 dihidroxi, ácido nebraskánico. Se cree que el doble enlace omega-3 se introduce durante la biosíntesis del ácido wuhánico por una desaturasa de ácido graso ω-3 FAD3.

## Funcionalidad
El aceite de berro violeta chino contiene entre un 35% y un 50% de los ácidos grasos dihidroxilados C24, ácidos wuhanico y nebraskánico. Se ha demostrado que este aceite tiene una lubricidad superior a 100 °C en estudios de lubricación metal-metal en comparación con el aceite de ricino rico en ácido ricinoleico. En estos estudios, el aceite de berro violeta chino tenía un coeficiente de fricción aproximadamente cuatro veces menor en relación con el aceite de ricino. Se especuló que la funcionalidad única del aceite de berro violeta chino era resultado de la unión de los ácidos grasos a los grupos hidroxilo de los ácidos wuhanico y nebraskánico en los triacilgliceroles para formar estólidos complejos.